# Bahnhof Bremerhaven-Geestemünde
Der Bahnhof Bremerhaven-Geestemünde war ein Bahnhof in Geestemünde und von 1862 bis 1914 der einzige Personenbahnhof. Danach bestand er als Güterbahnhof weiter. Für die Häfen auf hannoverschem (preußischem) Gebiet südlich der Geeste war er günstig gelegen. Viel ertragreicher waren die bremischen Häfen nördlich der Geeste.

## Geschichte

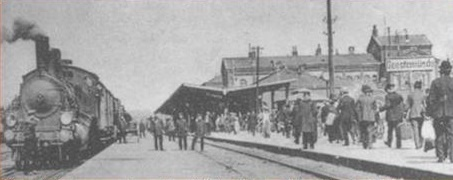
Abfahrbereiter Zug (1910)

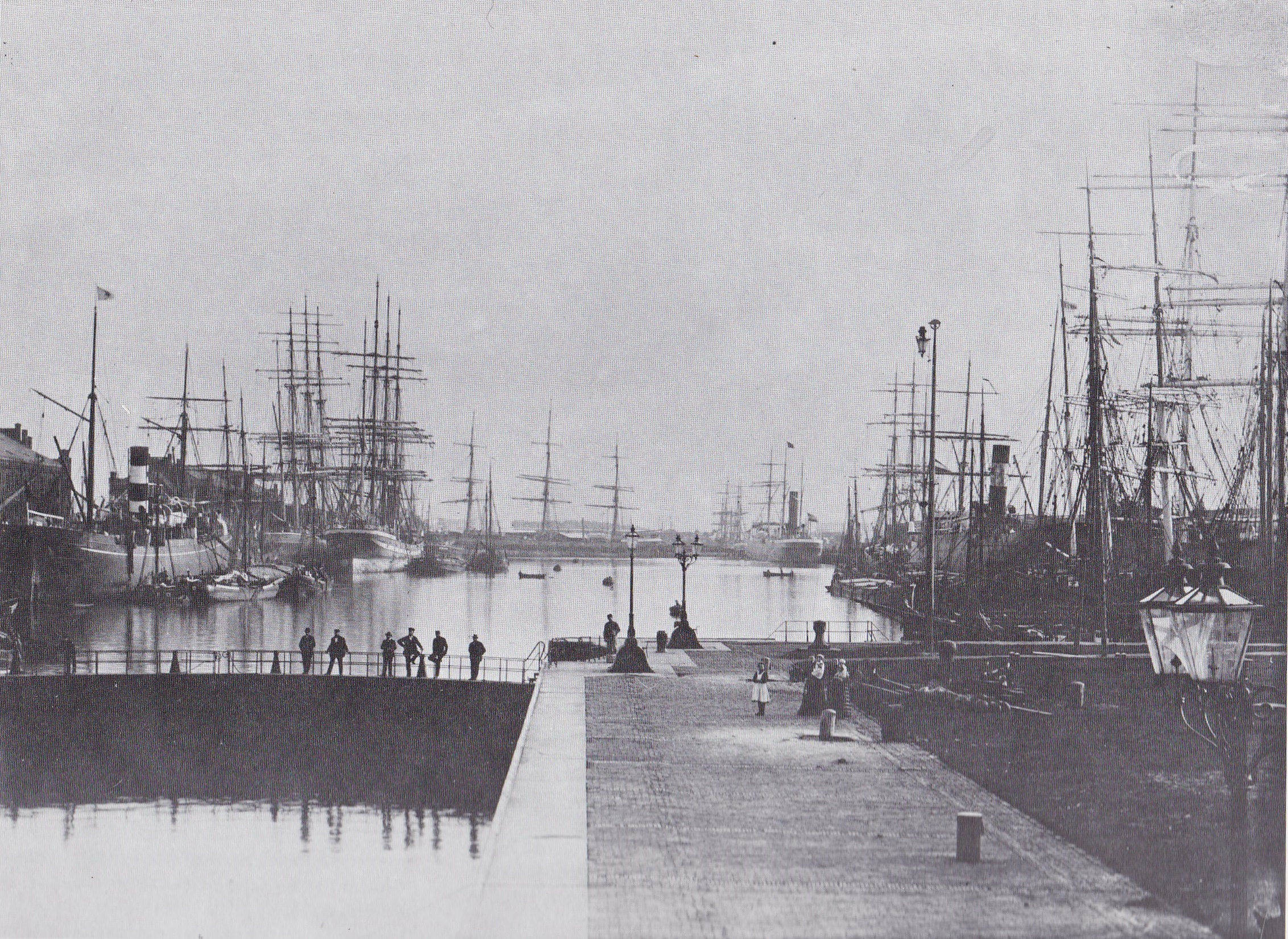
Handelshafen Geestemünde

Bereits bei der Gründung Bremerhavens vereinbarten das Königreich Hannover und die Freie Hansestadt Bremen den Ausbau der Verkehrsverbindungen; er bezog sich aber zunächst nur auf die Landstraße (die spätere Reichsstraße 6). 1859 wurde der gemeinschaftliche Bau der Eisenbahn von Bremen zur Mündung der Geeste in Angriff genommen. Die Aufschüttungen in den Niederungsgebieten machten die Strecke teuer. Den Bremern wäre eine westlichere Strecke durch die Wesermarsch lieber gewesen. Vereinbarungsgemäß teilten Hannover und Bremen sich die Kosten von fünf Millionen Reichstalern. Die „Geestebahn“ wurde im Januar 1862 in Betrieb genommen. Gleichzeitig eingerichtet wurde eine Stichbahn nach Bremerhaven, für die der Bremer Senat allein aufkommen musste. In der Provinz Hannover kam Geestemünde 1866 zum Königreich Preußen.
Die 62 km lange Strecke endete in einem Kopfbahnhof an der Bahnhofstraße. Sie hieß ab 1889 Bahnhofsallee und wurde 1914 – nach der Eröffnung von Bremerhaven Hauptbahnhof – nach dem Bürgermeister Wilhelm Klußmann benannt. Die heutige Max-Dietrich-Straße, damals ebenfalls Teil der abknickenden Bahnhofstraße, führte auf das Empfangsgebäude zu. Auf der Westseite des Handelshafens waren die Gleise so nahe an die Kais gelegt worden, dass Güter mit Ladegeschirr direkt verladen werden konnten. Auf der Pier bewältigten eiserne Hydraulikkräne schwerste Lasten. Über Sturzgerüste wurde Kohle direkt in die Ladeluken geschüttet. Neben dem schnellen, rationellen und preiswerten Güterumschlag sollte eine Teilhabe am großen Geschäft mit der Auswanderung erschlossen werden. Trotz einer Anbindung an das bremische Bremerhaven blieb der Geestemünder Bahnhof ein Nadelöhr. Für jährlich 300.000 Reisende war er schon Ende des 19. Jahrhunderts zu klein. Die Bremerhavener Straßenbahn bediente den Bahnhof ab 1881.

## Stichbahn nach Bremerhaven

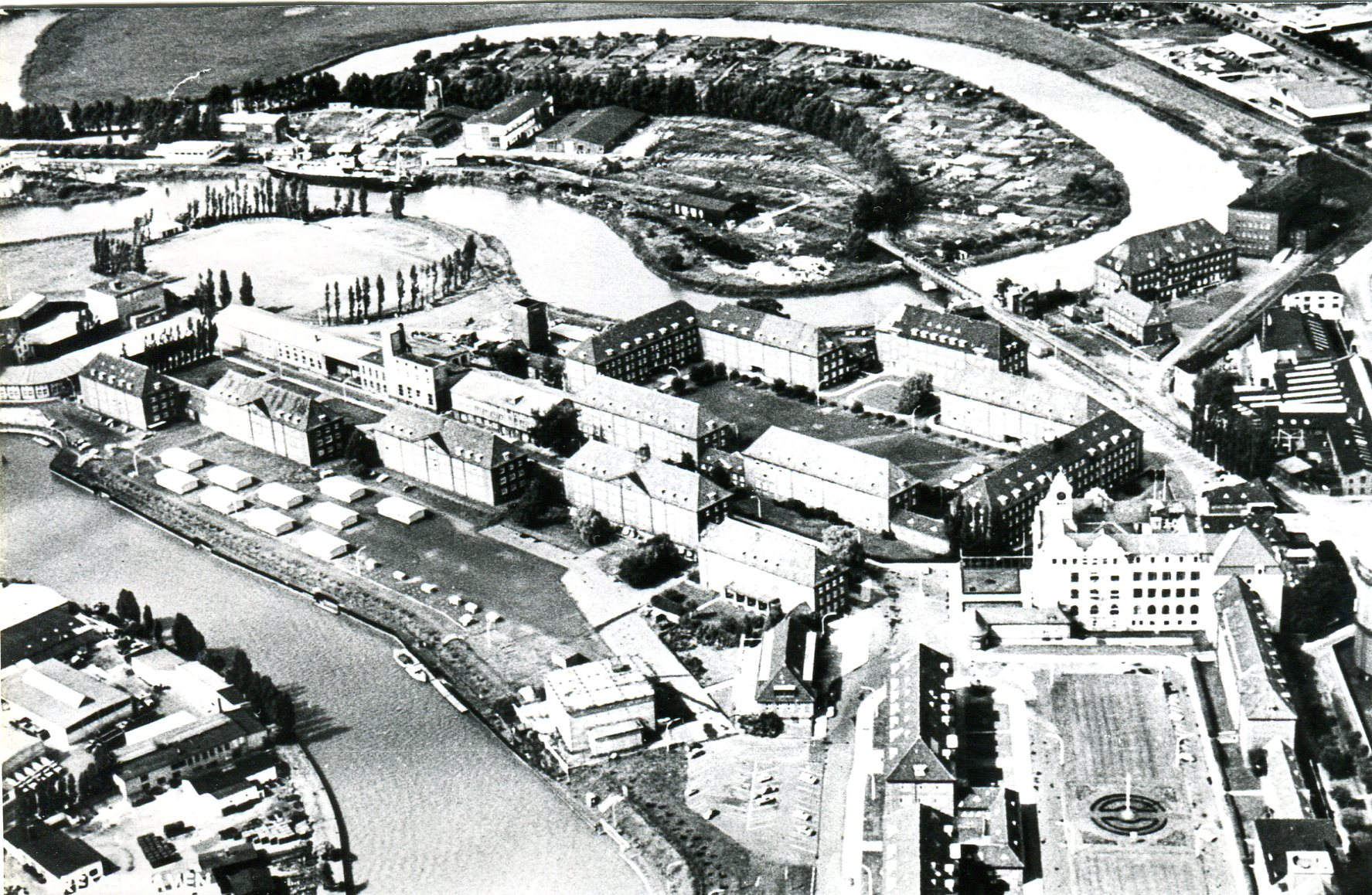
Marineschule, Geesteschleifen und Achgelisbrücke

Vor dem Bahnhof zweigte für den Güterverkehr eine eingleisige Stichbahn zu Joh. C. Tecklenborg auf dem linken Geesteufer, zu den Werften auf der Geesthelle und zu den Bremerhavener Häfen ab. Sie verlief an der Schultzstraße und querte die Kaistraße und einen gemauerten Damm über den Hauptkanal. Dort befand sich ein Bahnwärterhaus, das in den 1920er Jahren abgerissen wurde und Stein für Stein nach Wollingst transportiert wurde. Die Steine wurden für das Naturfreundehaus wiederverwertet. Von der Geesthelle führte ein Gleis über Leher Tor im Bogen (Bogenstraße) zum Alten Hafen und von dort in anderer Richtung zum südwestlichen Ende des Neuen Hafens.
Da die Stichbahn nur für den Gütertransport vorgesehen war, mussten Passagiere für die Auswandererschiffe den Zug in Geestemünde verlassen. Mit den 7,5 Millionen Auswanderern aus ganz Europa (darunter 3,7 Millionen Deutsche) völlig überfordert, konnten die örtlichen Fuhrunternehmer die Aufgabe nicht im Sinne des Norddeutschen Lloyd bewältigen. Nach zähen Verhandlungen wurde deshalb auf der eingleisigen Stichbahn der geschlossene Personentransport zugelassen. Wer nicht auswanderte und nur einen Besuch in Bremerhaven machte, musste den Zug in Geestemünde verlassen.
Als der Kaiserhafen erbaut wurde, gab es ab 1902 ein zweites Gleis. Es wurde 1905 zur Hauptbahn erklärt und führte über den Güterbahnhof (Zollinland-Bahnhof in der Moltkestraße/Pestalozzistraße, Höhe Zollinlandstraße) unter anderem zur zweiten Lloydhalle von 1897. Vom Zollamt Rotersand konnten die Züge in der anderen Richtung den Kaiserhafen II erreichen.

### Bahnhöfe in Bremerhaven
Der Bremerhavener Bahnhof lag am Neuen Hafen und hatte eher den Charakter eines Güterbahnhofs. Heute verläuft dort die Columbusstraße, an der das Deutsche Auswandererhaus steht. Von 1914 bis 1918 wurden über diese Strecke auch die Verwundeten des Ersten Weltkriegs zum Bremerhavener Krankenhaus transportiert. Zu jenem Zeitpunkt war bereits der Kaiserhafen I angelegt und mit der Kaiserschleuse und der Lloyd-Halle II erweitert worden. Deshalb war die Stichbahn 1897 verlängert und der Zollinland-Bahnhof gebaut worden. Reste dieses Güterbahnhofs sind an der Moltkestraße noch zu sehen. Der Bau der Kaiserhäfen II und III verlangte eine neuerliche Verlegung nach Norden. Als die große Bahnschleife über Speckenbüttel und Weddewarden gebaut war, wurden die innerstädtischen Gleisanlagen 1921–1923 abgebaut.

### Abzweig nach Cuxhaven
Hinter der Ludwigstraße zweigte seit 1896 die Bahn nach Cuxhaven ab. Sie querte die Leher Chaussee (heute Elbestraße) und folgte dem heutigen Verlauf der Strecke. Da es zu großen Verkehrsbehinderungen an der Weserstraße (Weserlust) und an den Straßen nach Spaden und Langen kam, wurde ab 1908 die neue Trasse mit einem kilometerlangen Bahndamm gebaut. Sie begann in einer langen Rechtskurve bei Grünhöfe und führte über die Hexenbrücke nach Lehe und Bederkesa. Zwischen dem Bahnhof Bremerhaven-Wulsdorf und dem Stadtteil Geestemünde-Süd entstand ein Gleisdreieck, das die Zufahrt zum Geestemünder Bahnhof / Güterbahnhof mit der neuen Trasse verband. Gleichzeitig wurden der Hauptbahnhof und der Bahnhof Bremerhaven-Lehe angelegt. Die neuen Bahnhöfe wurden im Sommer 1914 kurz vor dem Ersten Weltkrieg eröffnet. Der Geestemünder Bahnhof wurde stillgelegt und zum Güterbahnhof umgebaut. Die alten Gebäude aus hannoverscher Zeit wurden abgerissen. Lediglich das Postgebäude blieb bis in die 2000er Jahre erhalten.

### Güterbahnhof Geestemünde

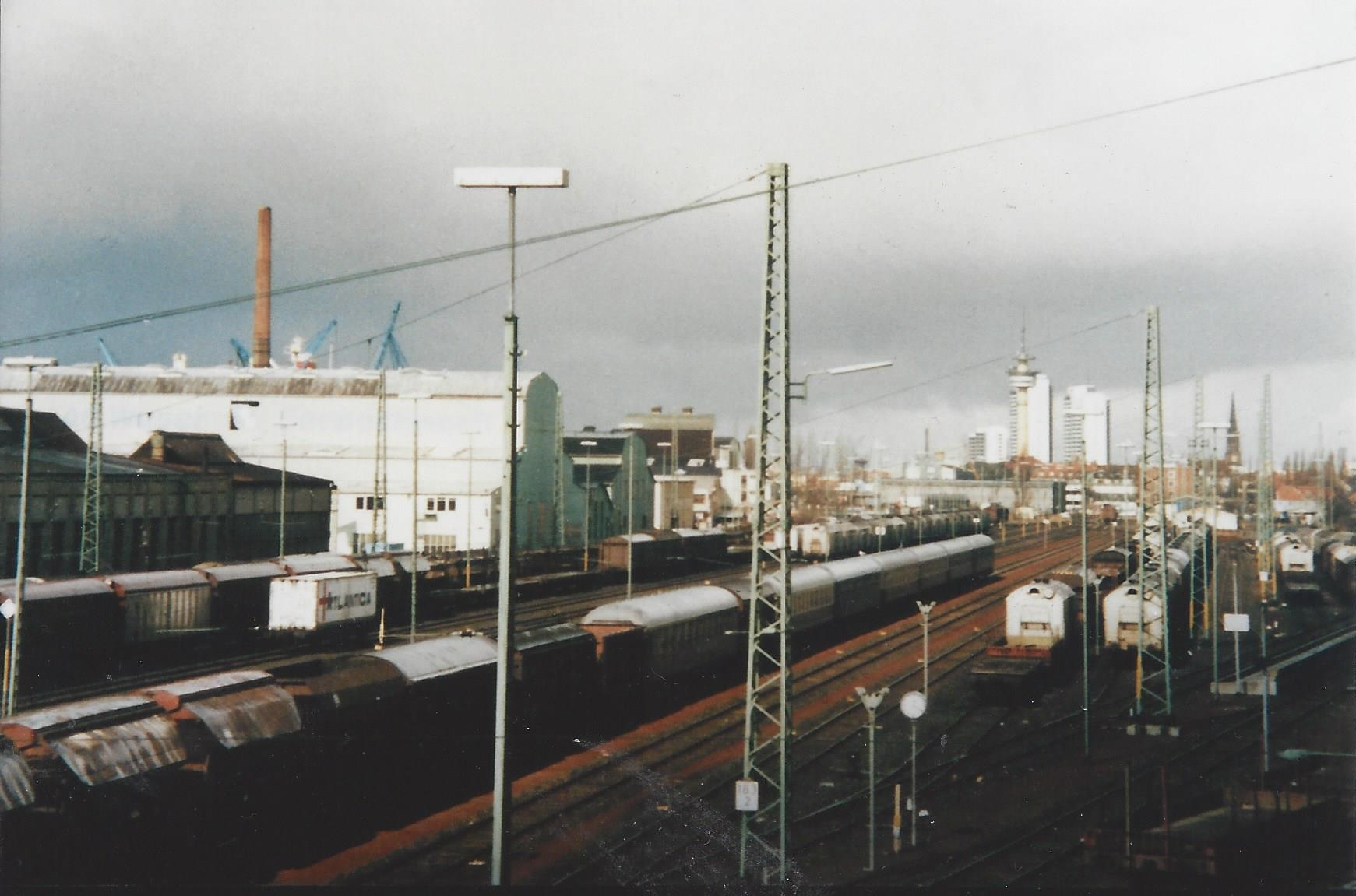
Güterbahnhof Geestemünde

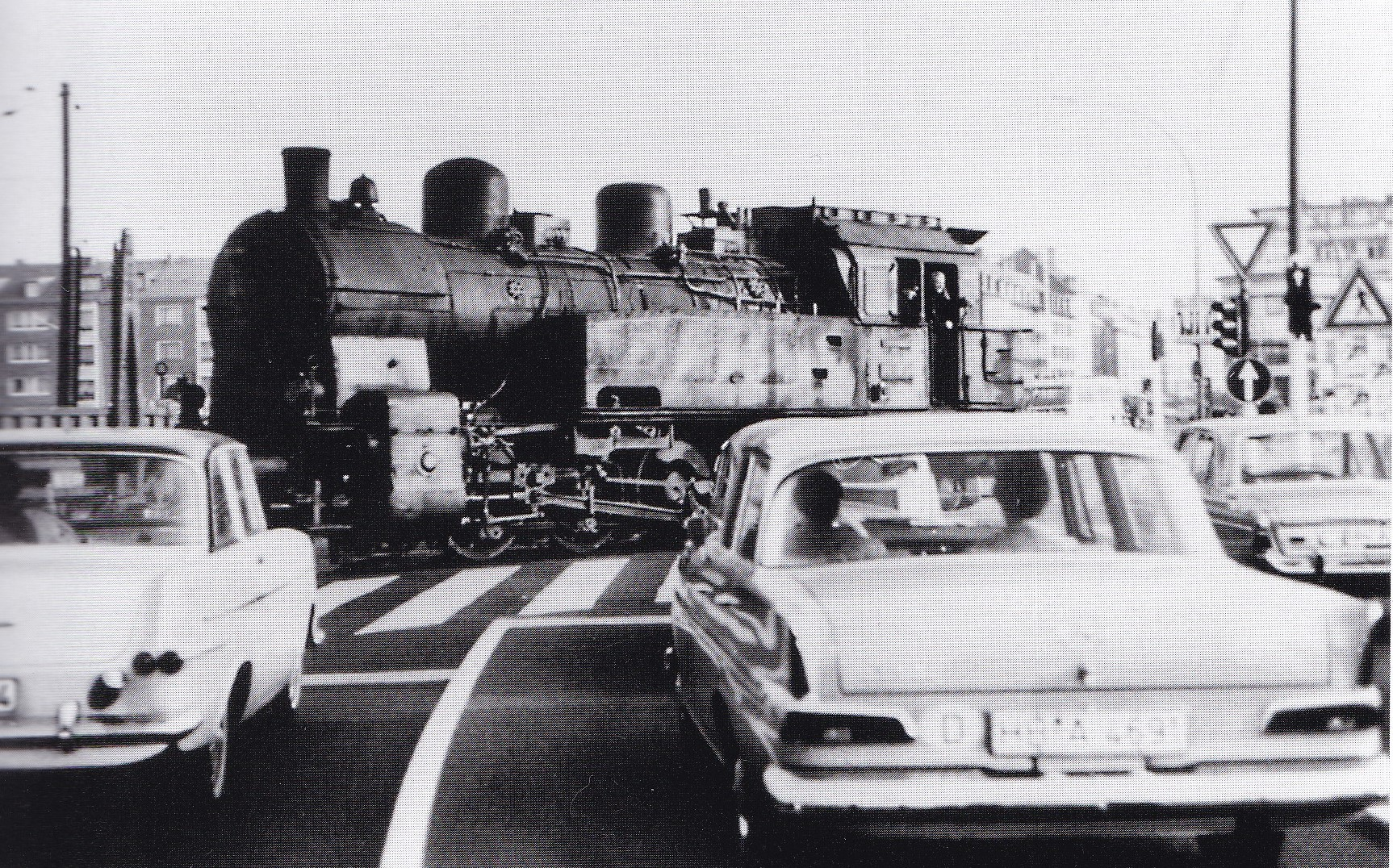
Elbinger Platz (1968)

Auf dem Bahnhofsgelände stand später im umgebauten Speicher A des Handelshafens die Nordsee-Hauptverwaltung der Nordsee Deutsche Hochseefischerei. Südlich vom Personenbahnhof entstand der Güterbahnhof Geestemünde, der ab 1947 Bremerhaven-Geestemünde hieß. Eingezwängt zwischen der Georgstraße und den östlichen Gleisen lag das Bahnbetriebswerk. Es hatte einen Ringlokschuppen mit Drehscheibe. Die Dampflokomotiven – vor allem die Preußische T 16.1 und die DR-Baureihe 41 – konnten dort Kohle und Wasser nehmen. Von Norden (Kaiserhäfen) konnte der Güterbahnhof über den Bogen des Gleisdreiecks am Südrand von Geestemünde-Süd angefahren werden. Nach dem Neubau der Wulsdorfer Rampe (1963) wurde der Bahnhof noch elektrifiziert, mit dem Niedergang der Werften und des Stückgutverkehrs aber bald stillgelegt. Die Zufahrt von Wulsdorf zum alten Geestemünder Bahnhof ist heute ein Fahrrad- und Wanderweg. Der ursprüngliche Charakter der Zweigleisigkeit ist erhalten.
Bis in die 1960er Jahre war der Stumpf der Stichbahn der einzige Bahnanschluss der Rickmers-Werft. Am Elbinger Platz und am Beginn der Friedrich-Ebert-Straße kreuzte das Gleis die Straßenbahn. Ein Rangierbegleiter sicherte die Straßenkreuzungen. Trotzdem kam es am 27. August 1969 zu einem folgenschweren Zusammenstoß einer Lok der DB-Baureihe V 60 und einem Straßenbahnzug der VGB-Linie 2.

## Siehe auch

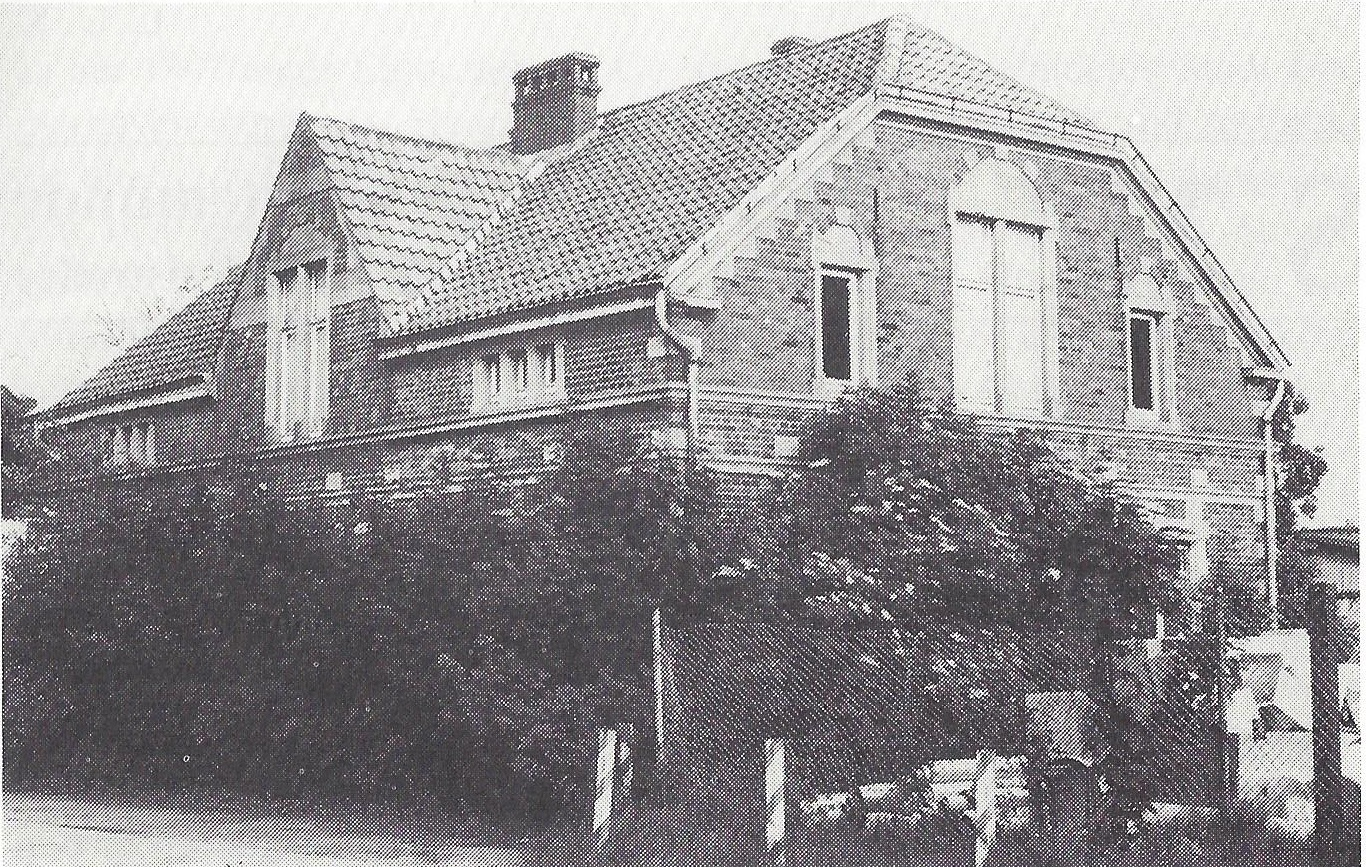
Postgebäude des Bahnhofs